# Route nationale 62
Die Route nationale 62, kurz N 62 oder RN 62, war eine französische Nationalstraße.
Die Straßennummer wurde erstmals 1824 in das Nationalstraßennetz aufgenommen. Der Streckenverlauf führte bis 1973 von Haguenau aus bis zur Grenze mit Deutschland bei Hornbach. Sie geht auf die Route impériale 80 zurück. Ihre Länge betrug 60 Kilometer.
1973 erfolgte die Herabstufung des Abschnitts von Bitsch bis zur Grenze und ab 1978 verlief sie zwischen Saargemünd und Haguenau:
- D 962 Staatsgrenze – Bitsch
- N 410 Saargemünd – Bitsch
- N 62 Bitsch – Haguenau

2006 wurden alle Abschnitte zu Départementstraßen herabgestuft:
- D 662 Saargemünd – Départementsgrenze
- D 1062 Départementsgrenze – Haguenau (mit Ausnahme der Überquerung von Haguenau)

## N2062
Die N2062 war ein Seitenast der N62, der aus der Ortsdurchfahrt von Saargemünd entstand als diese 1991 auf eine Umgehungsstraße verlegt wurde. Seit 2006 trägt sie die Nummer D974.